# Оршинский район (Калининская область)
О́ршинский район — административно-территориальная единица в составе РСФСР, существовавшая в 1937—1959 годах.
Административный центр — село Рождествено.

## История
Образован 8 сентября 1937 года из сельских советов Завидовского и Конаковского районов Калининской области. Упразднён 22 октября 1959 года, территория Оршинского района вошла в состав Горицкого, Калининского и Конаковского районов Калининской области (с 1990 года — Тверская область).

## Административное деление
В 1940 году в состав района входило 13 сельских советов:
| - Видогощинский, - Глинниковский, - Едимоновский, - Лисицкий, - Нестеровский, - Окуловский, - Первомайский, | - Ременницкий, - Рождественский, - Устьинский, - Хорошевский, - Юрьево-Девический, - Ямковский. |